# Jan-Ove Tuv
Jan-Ove Tuv, född 1976 i Kongsberg, är en norsk konstnär. Han var elev hos Odd Nerdrum från 1996 till 2002 och är starkt påverkad av denne. Liksom Nerdrum betecknar han sig som "kitschmålare", en reaktion mot Theodor Adornos och Clement Greenbergs angrepp emot den västerländska konsten. Andra inspirationskällor är bland andra Rembrandt, Lars Hertervig, den tidige Edvard Munch och John Constable.
Tillsammans med Nerdrum och Helene Knoop har han som offentlig debattör och föreläsare varit med och givit kitschrörelsen internationell spridning.